# بيل بيرسون (كاتب أمريكي)
بيل بيرسون (بالإنجليزية: Bill Pearson)‏ (27 يوليو 1938، بيل فورش في الولايات المتحدة)؛ صحفي وروائي أمريكي.